# Wallendorf-Pont
Wallendorf-Pont (luxembourgeois : Wallenduerfer-Bréck, allemand : Wallendorferbrück) est une section de la commune luxembourgeoise de Reisdorf située dans le canton de Diekirch.

## Géographie
La localité est située dans un méandre (ouvert au sud) de la Sûre, un affluent de la Moselle qui reçoit les eaux de l’Our au nord-ouest de la localité et y prend le relais de l’Our en tant que frontière avec l’Allemagne. Un pont, construit en 1905 au nord de Wallendorf-Pont, permet de traverser la Sûre pour rejoindre la localité allemande de Wallendorf se trouvant de l’autre côté.

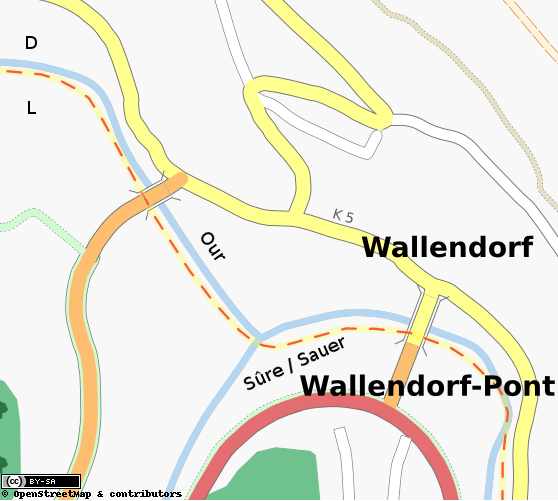
Carte des environs.